# Derbi Antorcha
La Derbi Antorcha fou un model de ciclomotor fabricat per Derbi entre 1965 i 1983. Al llarg de la seva vida comercial se'n produïren nombroses versions, totes elles amb les mateixes característiques generals: motor de dos temps monocilíndric refrigerat per aire de 49 cc (amb engegada a pedal i una velocitat màxima de 40 km/h), bastidor de xapa autoportant, frens de tambor i amortidors de forquilla convencional davant i telescòpics darrere. L'Antorcha s'exportà arreu del món i en total se'n varen vendre més de mig milió d'unitats, esdevenint la principal font de beneficis per a Derbi durant molt de temps.
Malgrat que el seu nom comercial era «Antorcha», durant les dècades de 1960 i 1970 era coneguda popularment als Països Catalans com a Derbi Paleta, malnom inicialment despectiu i actualment afectuós que li venia de la gran acceptació que tenia entre els operaris del ram de la construcció. S'ha dit que la Derbi Paleta fou un autèntic fenomen antropològic i va contribuir a motoritzar les classes populars durant aquells anys, ja que els possibilitava una certa mobilitat geogràfica a baix cost en uns moments de gran creixement urbanístic (especialment a la costa catalana, a causa del boom turístic i l'arribada en massa d'immigrants espanyols).

## Història

### Antecedents: Derbi 65 (1960) i Derbi 49 (1961)

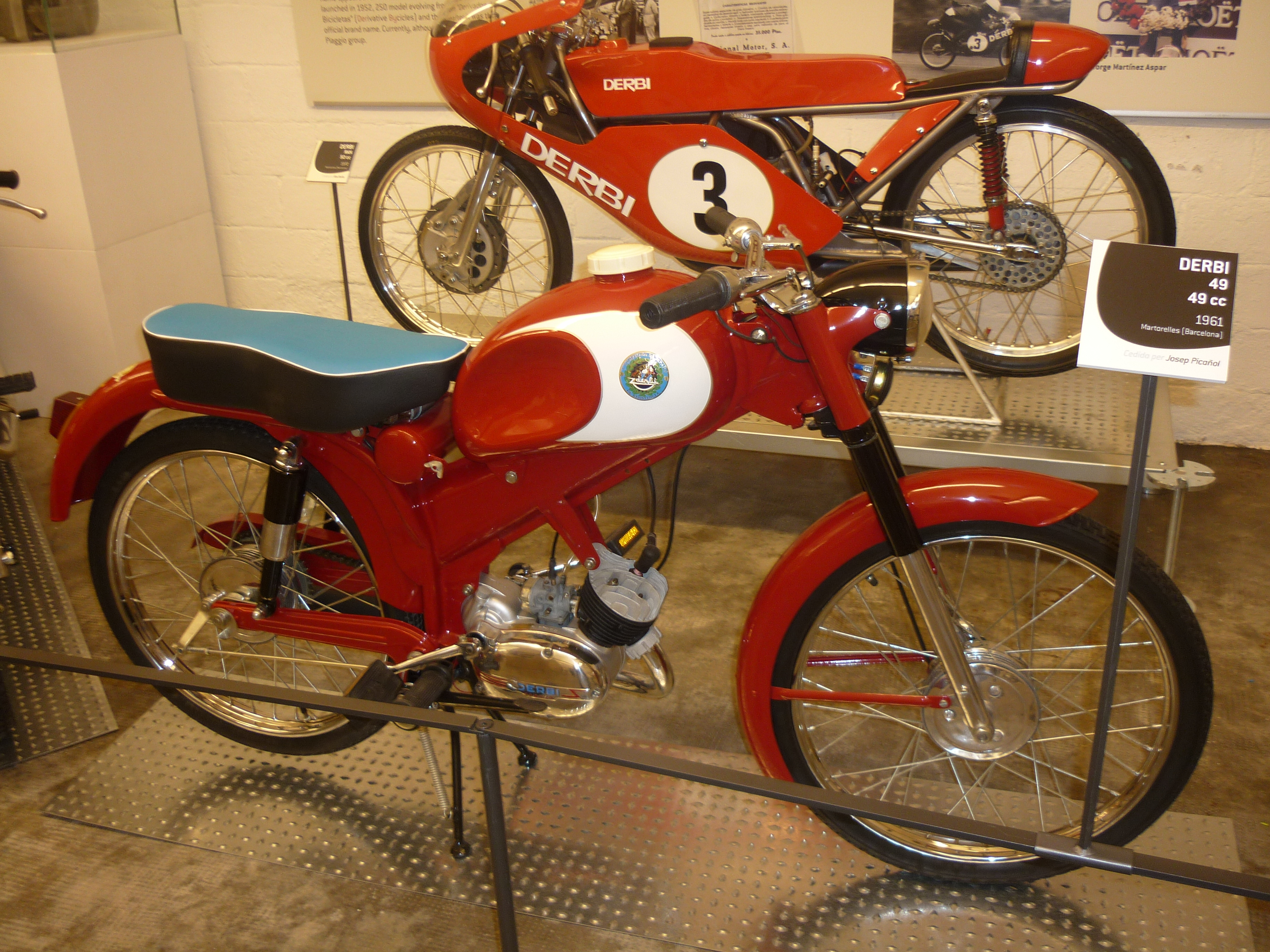
El precedent immediat de l'Antorcha: La Derbi 49 de 1961

A començaments de la dècada de 1960, l'aparició del Seat 600 va provocar una forta davallada en la venda de motocicletes d'alta cilindrada, motiu pel qual Derbi decidí d'abandonar aquest sector de mercat i centrar-se gairebé exclusivament en la fabricació de models equipats amb motors d'entre 49 i 75 cc.
Inicialment, Derbi reconvertí el seu reeixit model de 98 cc a 74, una cilindrada aleshores encara inclosa dins la categoria de ciclomotor o velomotor, per a la qual no calia permís de conduir. Més endavant, l'empresa va desenvolupar un motor nou de trinca, inspirat en el Sachs alemany de 47 cc (passat a 65), que muntà per primer cop a la Derbi 65, presentada a la Fira de Mostres de Barcelona de 1960. Més que de velomotor, la Derbi 65 tenia aparença i comportament de motocicleta, sensació augmentada pel fet de tenir el selector de velocitats al peu. El nou motor -una còpia gairebé total del Sachs- disposava d'un canvi de tres velocitats i lliurava una potència de 3,5 CV a 5.000 rpm, amb una velocitat màxima de 70 km/h. El bastidor era del tipus monobiga o "espina de peix" en xapa estampada, autoportant (amb el motor penjat).
La Derbi 65 fou l'embrió de la futura Antorcha, especialment des que el 1961 se li rebaixà la cilindrada a 49 cc per tal d'ajustar-la a la nova normativa legal espanyola sobre ciclomotors, promulgada el maig d'aquell any (la nova reglamentació redefinia com a ciclomotor tot aquell vehicle de dues rodes que no sobrepassés els 50 cc). Anomenat Derbi 49, aquell nou ciclomotor fou produït en diverses versions per Derbi, començant per la Sport i la Gran Sport; totes dues anaven equipades amb un motor de 48,7 cc que oferia 1,5 CV a 5.000 rpm, frens de tambor, pedals i caixa de canvis hidràulica de 3 velocitats, diferenciant-se estèticament de la blava Derbi 65 pel característic color vermell que va adoptar. Fou aquest ciclomotor el que es va començar a popularitzar entre les classes populars, especialment entre pagesos (era ideal per als curts desplaçaments rurals) i manobres.

### 1965: Llançament de l'Antorcha

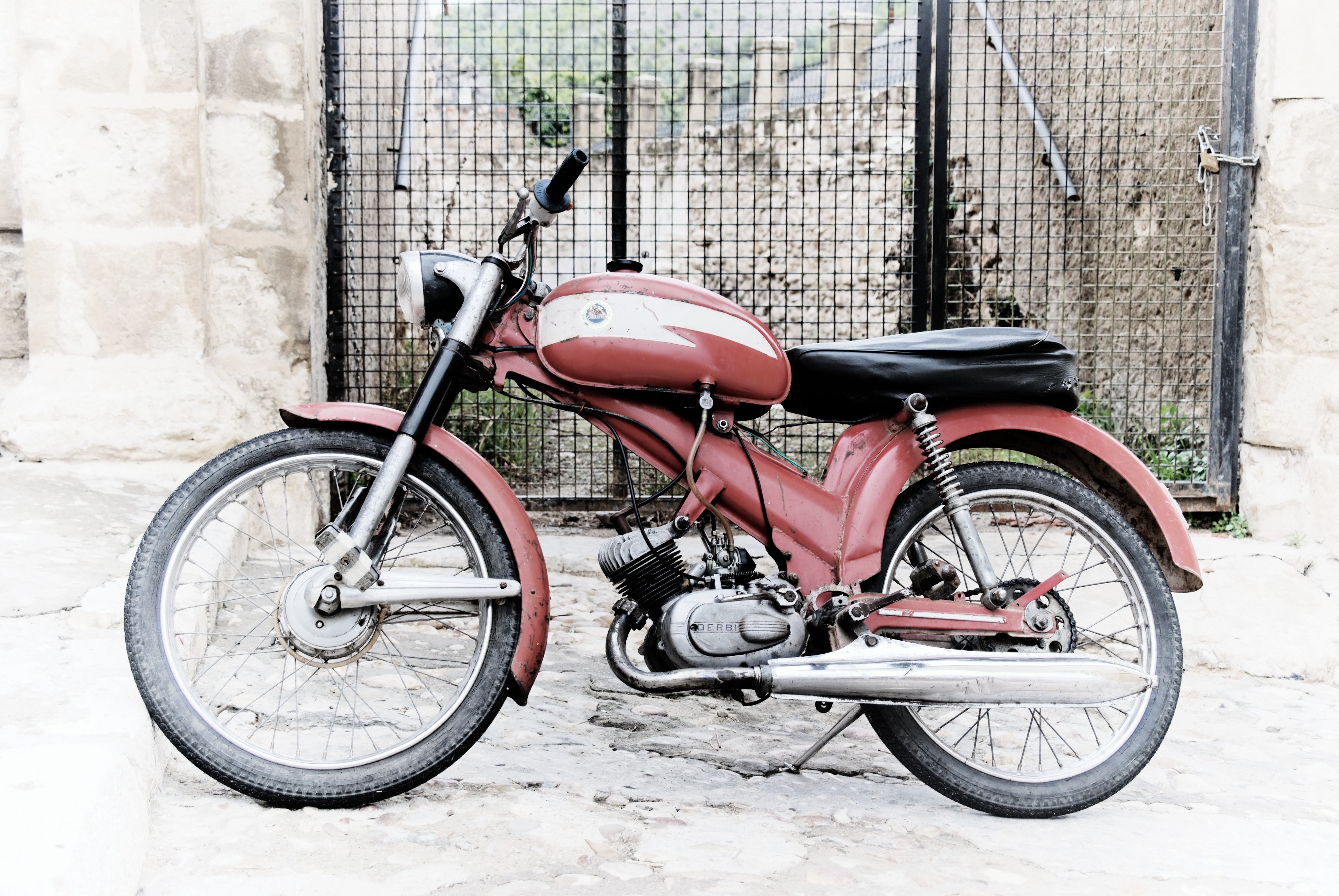
Una Antorcha dels volts de 1965 (no gaire ben conservada)

El 1965, després d'introduir-hi algunes modificacions, aquella primera Derbi 49 va ser rebatejada com a Derbi Antorcha 49 cc, un model que amb els anys esdevingué el més popular mai fabricat per Derbi. Els principals canvis que presentava la nova Antorcha envers la seva antecessora eren a l'apartat del motor (la culata refrigerava millor i el cilindre era també de millor factura) i estètic (se'n redissenyà el seient biplaça, la caixa d'eines, els baixos de la forquilla anterior i els ancoratges i amortidors posteriors). El motor continuava essent el de 48,74 cc i 1,5 CV de potència a 5.000 rpm, amb el canvi de velocitats amb tres relacions al peu, i el bastidor era també idèntic.
Estèticament, oferia una imatge volgudament esportiva, amb una característica franja blanca al dipòsit vermell d'estil racing, aerodinàmica. D'altra banda, per tal d'adaptar-la als canvis introduïts aquell mateix any en la normativa espanyola sobre ciclomotors, l'Antorcha disposava de pedals practicables i no superava la velocitat de 40 km/h en terreny pla.

### Repercussió
Malgrat que el preu de venda de la primera Antorcha era de 10.000 pts (60 euros al canvi), en uns moments en què un operari en cobrava unes 3.000 al mes, el model tingué una gran acceptació per la seva resistència i bon comportament en tots els medis.
Fou tan alta la difusió d'aquest model entre la classe treballadora (i especialment entre els manobres), que la Derbi Paleta passà a formar part de l'imaginari col·lectiu de l'època. Durant els anys 60 i 70, l'estampa del manobre conduint aquest ciclomotor esdevingué tan habitual als Països Catalans que fins i tot La Trinca la reflectí a la seva coneguda cançó Els tres mosqueters, inclosa al seu àlbum Xauxa de 1972. La cançó retrata l'ascens social i el procés d'integració en la societat catalana dels immigrants espanyols; a ritme de sevillanes i amb la música de "La Minifalda" d'en Manolo Escobar, comença dient «"Somos los tres mosqueteros" del ram de la construcció...» i una de les seves estrofes fa així:
| «                                              | Me s'ha comprat una "Derby" i també un televisor, una nevera i un "Turmix" i un tocadiscos "histèric". | » |
| — La Trinca, Els tres mosqueters (Xauxa, 1972) | |   |

### Evolució de l'Antorcha
A finals d'aquell primer any, apareix l'Antorcha 74 (apujada de cilindrada fins als 74 cc amb l'objectiu d'augmentar la gamma del model sense incrementar-ne gaire el cost) i l'any següent, 1966, Derbi llança un nou motor amb canvi automàtic que anomena "Derbimatic". Tot i que aquell motor anava destinat a un altre model homònim (la Derbimatic), fou també instal·lat en alguna versió de l'Antorcha, anomenada Antorcha Automática.
El 1967, Derbi exporta per primera vegada els seus productes mentre continua amb l'evolució dels seus models i ja es comencen a retocar estèticament les petites Antorcha. Les exportacions van creixent i el 1969 l'Antorcha ja es distribueix a França, el Marroc, Bèlgica, Alemanya, Suïssa, Regne Unit, EUA, Països Baixos, Austràlia, Suècia, Dinamarca, Algèria, Tailàndia i Guatemala. Aquell any, a més, apareixen diverses novetats: a l'Antorcha Super 49, que substituirà la clàssica, la succeeixen una llarga llista de versions en què les principals variacions afecten bàsicament l'apartat estètic (carrosseria, dipòsit, carenat sobre el motor, cadena posterior totalment estanca, molles posteriors a l'aire i cromats diversos).
A partir d'aleshores, els principals esforços pel que fa a l'Antorcha es concentren en evolucionar-la estèticament i en detalls a l'apartat d'accessoris i equipament. El principal canvi tecnològic s'esdevé el 1974, quan s'introdueix el canvi a quatre velocitats als ciclomotors que substitueix al clàssic de tres.
Arribats al 1977, Derbi presenta al Saló de l'Automòbil de Barcelona el seu nou producte estrella, la Derbi Variant, un nou concepte de ciclomotor per a la dècada de 1980 que acabaria per arraconar definitivament la vella Derbi Paleta. La Variant, d'estètica similar al Vespino de Motovespa i amb variador automàtic de velocitats, surt a la venda l'estiu del mateix any.
Malgrat la forta competència de la Variant, l'Antorcha se seguí produint fins al 1983, poc després que Derbi hagués llançat, el 1982, un nou motor per als seus models de sèrie. Aquell motor anava equipat amb un cilindre que permetia cobrir des dels 50 fins als 80 cc i un canvi de marxes totalment redissenyat per tal de permetre muntar 4, 5 o 6 velocitats segons la legislació de cada estat.

## Models derivats
Amb els anys, la Derbi Paleta va donar lloc a tota mena de productes derivats (models diversos que, tot i partir de la base del mateix motor, evolucionaven amb nous xassissos i carrosseries). Una de les variacions més diferenciades de l'Antorcha va ser la gamma GT-4V (i GTS-4V), equipada amb xassís tubular però conservant pel que fa a la resta una gran semblança amb l'Antorcha, motiu pel qual les GT/GTS han estat considerades sovint com una versió més de Derbi Paleta malgrat ser en realitat un model diferent.
De la gamma GT/GTS en van sortir també una llarga llista d'adaptacions, des de ciclomotors de fora d'asfalt com ara la Coyote o la Diablo, fins a versions esportives d'altes prestacions com ara la 74 Sprint i les 49/65/74 GS, amb canvis de 3, 4 i 5 velocitats.

## Versions

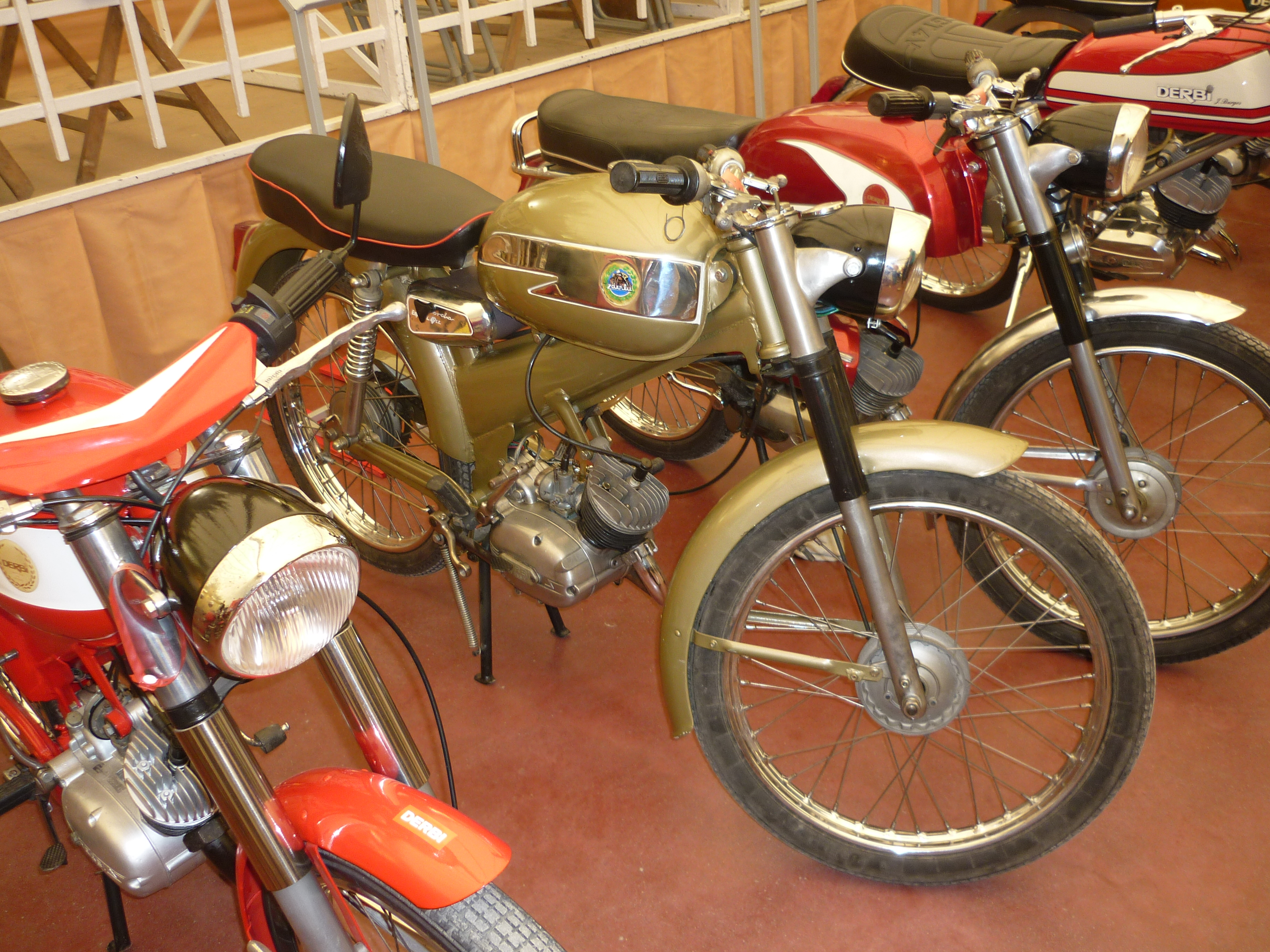
Tres versions de Derbi Antorcha. D'esquerra a dreta: Antorcha 49, Antorcha Especial (verda) i Antorcha Olímpica. Més enllà, una GT-4V.

La Derbi Paleta fou un ciclomotor de múltiples facetes. A banda dels diversos accessoris opcionals amb què es comercialitzava (com ara unes manyoples de cuir folrades d'anyins, fixades al manillar, o un carenat amb pantalla protectora de mida un pèl desproporcionada), les versions que en varen arribar a aparèixer són tan nombroses que es fa difícil de documentar-les totes.
Especialment d'ençà de 1969, la llista de variants sobre el mateix model es dispara, sovint amb diferències gairebé imperceptibles entre elles que afectaven sobretot aspectes de la carrosseria (tant en materials plàstics com metàl·lics), decoració i disseny en general. Pel que fa als colors de dipòsit, parafangs i xassís, gairebé totes les versions inicials de l'Antorcha varen ser sempre vermelles o granes, tret d'algunes sèries que anaven pintades de verd (tant les unes com les altres podien dur més o menys embellidors blancs, grisos o argentats, així com cromats de tota mena). Les versions finals ja variaren considerablement la gamma de colors, canviant a l'ocre, blau, verd i groc.
Normalment, Derbi emprava una denominació bàsica, coneguda com a "família", que englobava una gamma en concret de l'Antorcha (diferenciada de les altres pel color, decoració o detalls tècnics determinats). Dins d'aquesta família hi havia també subdivisions en funció de l'acabat de cada variant, ja fos per la presència d'un element mecànic, un accessori especial o algun altre complement. Així, hom podria establir les diferents famílies d'Antorcha:
- Normal
- Super
- Especial
- Olímpica
- Tricampeona

Les subdivisions o variants dins de cada gamma o família acostumaven a identificar-se com a E (Extra), S (Super), 4V (les equipades amb motor de 4 velocitats) o Campeona (d'ençà que Derbi començà a guanyar campionats del món de motociclisme). Aquesta denominació es podia acumular i combinar amb la denominació de la família, multiplicant així exponencialment les versions d'Antorcha disponibles. Així, podia haver-hi per exemple una Antorcha Especial Campeona, una Antorcha Olímpica Campeona Extra, una Antorcha Olímpica Especial Extra... i així fins a una llarga llista.

### Llista de versions produïdes
| Família                 | Versió                        | Període en producció | Període en producció | Característiques                                                           |
| Família                 | Versió                        | De                   | A                    | Característiques                                                           |
| ----------------------- | ----------------------------- | -------------------- | -------------------- | -------------------------------------------------------------------------- |
| Antorcha 49 c.c.        | Antorcha 49                   | 1965                 | 1968                 | Dipòsit bombat vermell amb franja blanca gruixuda. Xassís del mateix color |
| Antorcha 49 c.c.        | Antorcha N 49                 | 1968                 | 1971                 | Dipòsit bombat vermell amb franja blanca gruixuda. Xassís del mateix color |
| Antorcha 49 c.c.        | Antorcha E 49                 | 1968                 | 1971                 | Dipòsit bombat vermell amb franja blanca gruixuda. Xassís del mateix color |
| Antorcha 49 c.c.        | Antorcha S 49                 | 1968                 | 1971                 | Dipòsit bombat vermell amb franja blanca gruixuda. Xassís del mateix color |
| Antorcha Super          | Antorcha S 49                 | 1969                 | 1972                 | Dipòsit pla vermell amb franja blanca simple. Xassís gris                  |
| Antorcha Super          | Antorcha S C 49               | 1970                 | 1972                 | Dipòsit pla vermell amb franja blanca simple. Xassís gris                  |
| Antorcha Super          | Antorcha S 49                 | 1972                 | 1973                 | Dipòsit pla vermell amb franja blanca simple. Xassís gris                  |
| Antorcha Super          | Antorcha S C 49               | 1972                 | 1973                 | Dipòsit pla vermell amb franja blanca simple. Xassís gris                  |
| Antorcha Especial       | Antorcha E 49                 | 1972                 | 1973                 | Dipòsit bombat vermell amb franja blanca gruixuda. Xassís del mateix color |
| Antorcha Especial       | Antorcha E C 49               | 1972                 | 1973                 | Dipòsit bombat vermell amb franja blanca gruixuda. Xassís del mateix color |
| Antorcha Especial       | Antorcha E S 49               | 1974                 | 1977                 | Dipòsit bombat vermell amb franja blanca gruixuda. Xassís del mateix color |
| Antorcha Olímpica       | Antorcha Olímpica E 49        | 1973                 | 1974                 | Dipòsit grana metal·litzat amb franja blanca doble. Xassís gris            |
| Antorcha Olímpica       | Antorcha Olímpica E Extra 49  | 1973                 | 1974                 | Dipòsit grana metal·litzat amb franja blanca doble. Xassís gris            |
| Antorcha Olímpica       | Antorcha Olímpica S 49        | 1973                 | 1974                 | Dipòsit grana metal·litzat amb franja blanca doble. Xassís gris            |
| Antorcha Olímpica       | Antorcha Olímpica C 49        | 1973                 | 1980                 | Dipòsit grana metal·litzat amb franja blanca doble. Xassís gris            |
| Antorcha Olímpica       | Antorcha Olímpica E S 49      | 1973                 | 1975                 | Dipòsit grana metal·litzat amb franja blanca doble. Xassís gris            |
| Antorcha Olímpica       | Antorcha Olímpica C E 49      | 1973                 | 1975                 | Dipòsit grana metal·litzat amb franja blanca doble. Xassís gris            |
| Antorcha Tricampeona    | Antorcha Tricampeona 49       | 1973                 | 1974                 | Dipòsit ocre metal·litzat amb franja verda. Xassís gris                    |
| Antorcha Tricampeona    | Antorcha Tricampeona E 49     | 1973                 | 1976                 | Dipòsit ocre metal·litzat amb franja verda. Xassís gris                    |
| Antorcha Tricampeona    | Antorcha Tricampeona SE 49    | 1973                 | 1977                 | Dipòsit ocre metal·litzat amb franja verda. Xassís gris                    |
| Antorcha Tricampeona 4V | Antorcha Tricampeona E 4V 49  | 1974                 | 1980                 | Dipòsit blau metal·litzat amb franja blanca. Xassís gris                   |
| Antorcha Tricampeona 4V | Antorcha Tricampeona SE 4V 49 | 1974                 | 1978                 | Dipòsit blau metal·litzat amb franja blanca. Xassís gris                   |
| Antorcha Montreal       | Antorcha Montreal 49 4V       | 1977                 | 1980                 | Dipòsit groc amb franja negra discontínua. Xassís gris                     |

Notes
1. ↑  Les inicials identificatives de les versions es corresponen a "Normal" (N), "Especial" (E), "Super" (S) i "Campeona" (C).
2. ↑  Se'n fabricaren també unes sèries de color verd.
3. ↑  Algunes fonts esmenten també una versió "Olímpica Subcampeona".
4. ↑  Se'n fabricaren també unes sèries amb dipòsit verd i franja blanca.

### 49 c.c.
Coneguda com a Antorcha 49 c.c., Antorcha 49 cc o, simplement, Antorcha 49, la primera Derbi Paleta es fabricà sense variacions significatives de 1965 a 1968, any en què en començaren a aparèixer diverses versions millorades -Antorcha N 49, Antorcha E 49 i Antorcha S 49- que es mantingueren en producció fins al 1971.
Fitxa tècnica
| • Configuració motor |
| --- |
| - Tipus: 1 cilindre - Materials: - Cilindre de fosa especial - Pistó d'aliatge lleuger - Culata d'aliatge alumini-silici - Refrigeració: Per aire - Carburador: Monobloc 10 mm - Embragatge: Tres discs en bany d'oli - Encesa: Volant magnètic 6 V 18 W |

| • Versions |
| --- |
| - Antorcha 49 (1965 - 1968) - Antorcha N 49 (1968 - 1971) - Antorcha E 49 (1968 - 1971) - Antorcha S 49 (1968 - 1971) |

| • Altres                                                                                   |
| ------------------------------------------------------------------------------------------ |
| - Velocitat màxima: 40 Km/h - Consum: 2,25 l/100 km - Preu: 10.000 pts (60 euros al canvi) |

Notes
1. ↑  El selector de velocitats era per palanca, al peu. La primera anava cap amunt i la resta, cap avall.
2. ↑  El pes amb la caixa d'eines i el dipòsit plens era de 55 kg
3. ↑  Se'n fabricaren també unes sèries de color verd.

### Super
Fitxa tècnica
| • Versions |
| --- |
| - Antorcha S 49 (1969 - 1972) - Antorcha S C 49 (1970 - 1972) - Antorcha S 49 (1972 - 1973) - Antorcha S C 49 (1972 - 1973) |

| • Altres                    |
| --------------------------- |
| - Velocitat màxima: 40 km/h |

1. ↑  Les dades d'aquest model s'han inferit de les de la primera Antorcha (49 cc),[21] considerant que la base d'ambdós models era la mateixa.

### Especial
Fitxa tècnica
| • Versions                                                                                    |
| --------------------------------------------------------------------------------------------- |
| - Antorcha E 49 (1972 - 1973) - Antorcha E C 49 (1972 - 1973) - Antorcha E S 49 (1974 - 1977) |

| • Altres                    |
| --------------------------- |
| - Velocitat màxima: 40 km/h |

1. ↑  Les dades d'aquest model s'han inferit de les de la primera Antorcha (49 cc),[21] considerant que la base d'ambdós models era la mateixa.

### Olímpica
Fitxa tècnica
| • Configuració motor |
| --- |
| - Tipus: 1 cilindre - Refrigeració: Per aire - Carburador: Dell'Orto SHA 14-14 - Embragatge: Multidisc en bany d'oli amb 4 discs d'acer - Transmissió - Primària: Per engranatges helicoidals - Secundària: Per cadena - Encesa: Per volant magnètic Motoplat 6 V 18 W |

| • Versions |
| --- |
| - Antorcha Olímpica E 49 (1973 - 1974) - Antorcha Olímpica E Extra 49 (1973 - 1974) - Antorcha Olímpica S 49 (1973 - 1974) - Antorcha Olímpica C 49 (1973 - 1980) - Antorcha Olímpica E S 49 (1973 - 1975) - Antorcha Olímpica C E 49 (1973 - 1975) |

| • Mesures |
| --- |
| - Longitud total: 1.720 mm - Distància entre eixos: 1.100 mm - Alçada selló: 740 mm - Alçada mínima sobre el terra: 90 mm - Ample del manillar: 525 mm |

| • Altres |
| --- |
| - Velocitat màxima: 40 km/h - Consum: 2,5 l/100 km - Pendent màxim superable: 20% a 25% - Preu: 31.840 pts (191 euros al canvi) |

Notes
1. ↑  10,5:1 segons altres fonts
2. ↑  Algunes fonts esmenten també una versió "Olímpica Subcampeona"

#### Automàtica

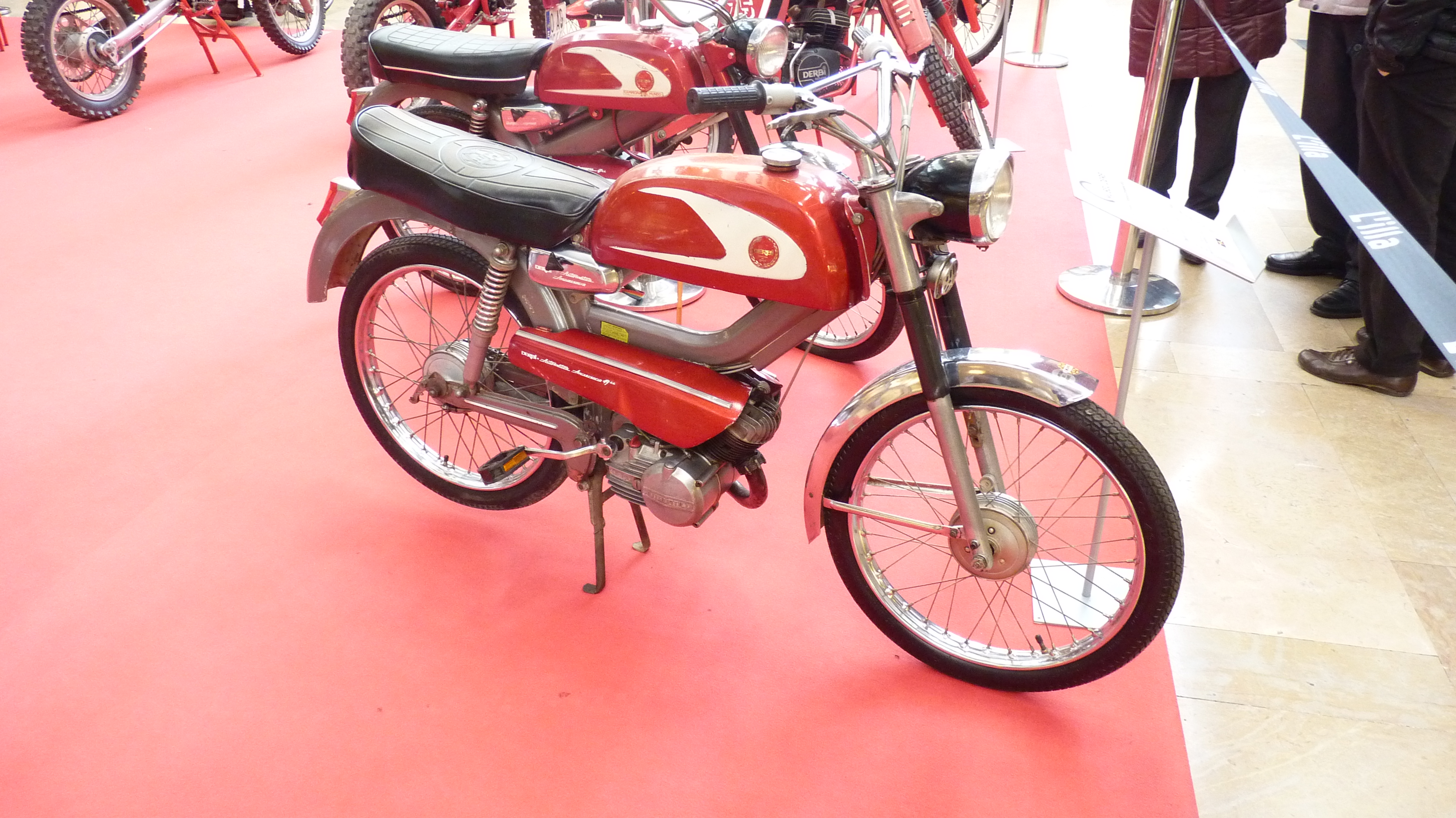
Una Antorcha Automàtica dels volts de 1970

Especial esment mereix una versió no gaire coneguda de l'Antorcha, l'Automática, apareguda pels volts de 1970. Potser l'Antorcha menys difosa i coneguda, l'Automàtica es diferenciava significativament de la resta pel fet de dur el motor automàtic del seu model germà, la Derbimatic -apareguda el 1967- i pel seu xassís, adoptat també de la Derbimatic (era, doncs, l'única Antorcha que no tenia el característic xassís d'espina de peix). L'Automàtica es fabricà sovint amb manillar alt i ample, tipus motocròs, i la decoració del dipòsit era la de l'Antorcha Olímpica, de color grana metal·litzat amb franja blanca doble.

### Tricampeona
Fitxa tècnica
| • Configuració motor |
| --- |
| - Tipus: 1 cilindre - Refrigeració: Per aire - Carburador: Dell'Orto SHA 14-14 - Embragatge: Multidisc en bany d'oli amb 4 discs d'acer - Transmissió - Primària: Per engranatges helicoidals - Secundària: Per cadena - Encesa: Per volant magnètic Motoplat 6 V 18 W |

| • Versions |
| --- |
| - Antorcha Tricampeona 49 (1973 - 1974) - Antorcha Tricampeona E 49 (1973 - 1976) - Antorcha Tricampeona SE 49 (1973 - 1977) |

| • Mesures |
| --- |
| - Longitud total: 1.720 mm - Distància entre eixos: 1.100 mm - Alçada selló: 740 mm - Alçada mínima sobre el terra: 90 mm - Ample del manillar: 525 mm |

| • Altres |
| --- |
| - Velocitat màxima: 40 km/h - Consum: 2,5 l/100 km - Pendent màxim superable: 20% a 25% - Preu: 33.150 pts (199 euros al canvi) |

1. ↑  10,5:1 segons altres fonts

### Tricampeona 4V
Fitxa tècnica
| • Versions                                                                                 |
| ------------------------------------------------------------------------------------------ |
| - Antorcha Tricampeona E 4V 49 (1974 - 1980) - Antorcha Tricampeona SE 4V 49 (1974 - 1978) |

| • Mesures |
| --- |
| - Longitud total: 1.720 mm - Distància entre eixos: 1.100 mm - Alçada selló: 740 mm - Alçada mínima sobre el terra: 90 mm - Ample del manillar: 525 mm |

| • Altres                    |
| --------------------------- |
| - Velocitat màxima: 40 km/h |

Notes
1. ↑  Les dades d'aquest model s'han inferit de les de la Tricampeona 3V,[24] considerant que ambdós models eren estèticament iguals.
2. ↑  Se'n fabricaren també unes sèries amb dipòsit verd i franja blanca.

### Montreal
Fitxa tècnica
| • Configuració motor |
| --- |
| - Tipus: 1 cilindre - Refrigeració: Per aire - Carburador: Dell'Orto - Embragatge: Multidisc en bany d'oli amb 4 discs d'acer - Transmissió - Primària: Per engranatges helicoidals - Secundària: Per cadena - Encesa: Magneto alternador a volant Motoplat 6 V 18 W |

| • Altres |
| --- |
| - Longitud total: 1.720 mm - Velocitat màxima: 40 km/h - Consum: 2,25 l/100 km - Preu: 37.120 pts (223 euros al canvi) |